# Gabriel Alzamora López
Gabriel Alzamora López (Palma de Mallorca, Islas Baleares, España, 1904 - Palma de Mallorca, 2 de febrero de 1996) fue un empresario y político balear, que ocupó el cargo de alcalde de Palma de Mallorca entre 1968 y 1972.
Su familia era propietaria de una importante casa comercial destinada a la exportación fundada en 1833. Alzamora continuó llevando los negocios familiares todo combinándolo con la presidencia del Fomento del Turismo de Mallorca, la Cámara de Comercio y vicepresidencia de la Junta de Obras del Puerto.
En agosto de 1968 el gobierno franquista lo designa alcalde de Palma de Mallorca tras la dimisión de Máximo Alomar Josa. Durante su mandato impulsa modernas reformas para la ciudad como la construcción de parques, escuelas, aparcamientos subterráneos e instalaciones deportivas. Poco después de abandonar el cargo en 1972, se le dio su nombre a una escuela situada en el centro de la ciudad, popularmente conocida como Escuela Graduada. Pero en 2009 se decidió sustituir el nombre por el topónimo popular por las connotaciones fraquistas del gobierno de Alzamora.
| Predecesor: Máximo Alomar Josa | Alcalde de Palma de Mallorca 1968 - 1972 | Sucesor: Rafael de la Rosa Vázquez |